# Friedrich Christoph von Schmincke
Johann Friedrich Christoph Schmincke (* 1. Dezember 1775 in Kassel; † 10. Mai 1845 ebenda) war ein deutscher Politiker und ein kurhessischer Minister.

## Leben
Schminckes Vater, Johann Hermann, war Oberkammerrat und Oberforstdirektor in Kassel. Seine Mutter war Johanne Elisabeth Wittlich. Schmincke heiratete 1804 eine Tochter des Landpostmeisters Jakob Nebelthau.
Schmincke studierte seit 1791/92 Rechtswissenschaften an der Universität Marburg. 1802 wurde er Geheimer Kabinettssekretär. Schmincke folgte 1813 dem Kurfürsten Wilhelm I. ins Exil. 1821 wurde er zum Außenminister berufen, 1829 gleichzeitig zum Justizminister und am 4. Januar 1831 für 17 Tage zum Innenminister. Danach schied er aus der Regierung aus.